# Casa Asols
La Casa Asols és un edifici situat a la Rambla de Catalunya, 27 de Barcelona, catalogat com a bé cultural d'interès local.

## Història
Va ser projectat el 1900 per l'arquitecte Francesc de Paula del Villar i Carmona i l'obra s'acabà dos anys més tard. El promotor fou Climent Asols, un fabricant de teixits al carrer de Vergara, tot i que ha estat identificat erròniament com a Arola (cognom que figura en una placa a la façana).
El 1920, la família Asols es vengué la finca, que durant el segle xx fou la seu d'una residència de gent gran i de l'Hostal Palacio. Actualment hi ha un hotel.

## Descripció
Consta de planta baixa, principal (destinat als propietaris), dos pisos, àtic i coberta que combina una coberta de quatre vessants aparent en façana i un terrat transitable a l'interior. L'accés principal dona pas a un vestíbul que mena vers el celobert cobert, al mig del qual hi ha l'escala de veïns i l'ascensor.
La façana s'inspira de la tradició barroca, estructura les seves obertures en eixos verticals i horitzontals de ritme regular. La planta baixa s'obre al carrer per mitjà de tres grans portals: el portal central, que conforma l'accés principal a l'immoble, ve definit per un arc de mig punt flanquejat per dos parells de columnes jòniques amb relleus en rocalla al fust. L'entaulament d'aquestes columnes acull la particular llosana de la tribuna del pis principal, consistent en una volada de forma circular decorada, també, amb relleus en rocalla. Els altres dos portals, que donen accés a botigues, presenten una llinda plana sobre dues columnes jòniques menys decorades. L'entaulament d'aquests portals acull l'aparatosa llosana semicircular dels balcons del principal, tancats amb una interessant barana bombada de fosa a base de decoració neorococó. Totes les obertures del pis principal estan flanquejades per columnes jòniques, però la més interessant de totes és la tribuna, tancada per una balustrada de marbre blanc i una estructura de ferro i vidre. Els elements decoratius que ornen la façana (sobretot a base de fullatge i rocalla) són més simples a mesura que es puja pis a pis. Tanmateix, l'àtic, format per una galeria de cinc arcs de mig punt, desplega una aparatosa volumetria densament decorada a base de balcons semicirculars sobre llosanes en forma de petxina, baranes bombades de forja i columnes i pilastres corínties. Aquestes sostenen un potent cornisament que serveix de basament a una teulada en quatre vessants de ceràmica vidrada negra.
El vestíbul i el celobert central són els elements interiors més destacats. El vestíbul consisteix en un passadís ritmat per tres falses crugies conformades per vuit parelles de columnes jòniques de fust de marbre que sostenen tres cúpules rebaixades sobre petxines amb relleus vegetals, tot fet amb guix i estucs. Aquest vestíbul dona accés, per mitjà d'un arc de mig punt, al celobert central, un espai de planta rectangular que acull, al bell mig, l'escala de marbre blanc d'accés a les plantes. Aquest espai es mostra totalment revestit amb un interessant estuc planxat amb decoració neorococó incisa al voltant de cadascuna de les finestres que s'obren al celobert. Cal ressaltar, també, la presència de baranes de ferro fos a base de rocalla a l'ampit de dites finestres interiors dels pisos. Els diferents pisos conserven restes de l'antic immoble, especialment els sostres motllurats de guix i alguns terres de mosaic de noia.